# Ischnoglossa prolixa
Ischnoglossa prolixa är en skalbaggsart som först beskrevs av Johann Ludwig Christian Gravenhorst 1802.  Ischnoglossa prolixa ingår i släktet Ischnoglossa, och familjen kortvingar. Arten är reproducerande i Sverige.